# 石川継人
石川 継人（いしかわ の つぐひと）は、平安時代初期の貴族。名は嗣人とも記される。官位は従四位上・玄蕃頭。

## 経歴
桓武朝の延暦13年（794年）従五位下に叙爵し、延暦16年（797年）備後守に任ぜられる。平城朝の大同3年（808年）従五位上・玄蕃頭に叙任される。
嵯峨朝後半以降は順調に昇進して、弘仁10年（819年）正五位下、弘仁13年（822年）従四位下に昇叙され、淳和朝の天長元年（824年）従四位上に至る。天長3年（826年）1月3日卒去。享年86。最終官位は散位従四位上。

## 人物
質素な性格で、飾り立てるような所がなかった。内外の諸官を歴任したが、特に世間の評判にのぼることはなかった。国家の元老として高位に叙せられた。

## 官歴
『六国史』による。
- 延暦13年（794年） 日付不詳：従五位下
- 延暦16年（797年） 正月13日：備後守
- 大同3年（808年） 7月15日：玄蕃頭。11月17日：従五位上
- 弘仁10年（819年） 正月7日：正五位下
- 時期不詳：正五位上
- 弘仁13年（822年） 正月7日：従四位下
- 天長元年（824年） 正月7日：従四位上
- 天長3年（826年） 正月3日：卒去（散位従四位上）